# Julemærket (film fra 1964)
 For alternative betydninger, se Julemærket. (Se også artikler, som begynder med Julemærket)
Julemærket er en dansk animationsfilm fra 1964 instrueret af Ib Steinaa efter eget manuskript. Filmen blev genudgivet med samme titel i december 1965 men med en ny sluttekst, forestillende årets julemærke.

## Handling
En tegnefilm, der skal appellere til publikum om at huske at købe julemærker. Filmen der er tegnet og instrueret af Ib Steinaa, har som gennemgående tema glade og legende børn. Da det er en kendsgerning at færre og færre skriver egentlige julekort, viser filmen, at der er andre måder at anvende julemærket på, og man får lejlighed til at gense mange af tidligere års julemærker.